# Bear Creek (comté de Merced, Californie)
Pour les articles homonymes, voir Bear Creek.
Bear Creek est une census-designated place du comté de Merced, dans l'État de Californie, aux États-Unis,. En 2020, elle compte une population de 273 habitants.